# Hermann Paul
 Ikke at forveksle med Hermann Daniel Paul.
Hermann Otto Theodor Paul (født 7. august 1846 i Salbke ved Magdeburg, død 29. december 1921 i München) var en tysk germanist. 
Paul blev i 1874 ekstraordinær professor i tysk filologi i Freiburg im Breisgau, i 1893 ordentlig professor i München. Han har udgivet Principien der Sprachgeschichte (2. oplag 1886), Mittelhoch-deutsche Grammatik (4. oplag 1894), sammen med Wilhelm Braune tidsskriftet: Beiträge zur Geschichte der deutschen Sprache und Litteratur (1874—91), Deutsches Worterbuch (især etymologisk; 1896, 3. udgave 1921), samt forestået udgivelsen af den store håndbog Grundriss der gernmanischen Philologie (3 bind, 1889—93, senere udgaver), af hvilken større delen skyldes ham selv.